# Los crímenes de la academia (novela)
The Pale Blue Eye (versión en español: Los crímenes de la academia; traducción de Enrique Alda Delgado) es una novela publicada en 2003 del escritor estadounidense Louis Bayard. Es un relato de misterio y asesinato en la Academia de West Point, en Nueva York, en 1830, en donde el joven Edgar Allan Poe aparece como cadete. El libro fue nominado a un Premio Edgar y a un Premio Dagger. En 2022, se estrenó en Netflix la versión cinematográfica, dirigida por Scott Cooper.

## Sobre el autor
"Louis Bayard es un escritor de notables dones: para el lenguaje, para la imaginación, para esa mezcla misteriosa de audacia y destreza que indica un gran talento en ciernes." (Joyce Carol Oates)

Louis Bayard, nacido el 30 de noviembre de 1963 en Albuquerque, Nuevo México, ha escrito reseñas y artículos en The New York Times, The Washington Post, Los Angeles Times y Salon. Da clases en la Universidad George Washington y es presidente de los Premios PEN/Faulkner.

## Sobre el traductor al español
Enrique Alda Delgado, egresado de traducción e interpretación de la Universidad de Salamanca, reside en Greenan, en el condado de Wicklow, en Irlanda. Ha sido coordinador y asesor técnico de la Casa del Traductor de Tarazona (2017-2018).